# Майк та Стефані
Майк та Стефані (англ. Mike and Stefani) — австралійський драматичний фільм 1952 року, знятий студією «Film Australia» для Міністерства іміграції Австралії. Створений для заперечення критики післявоєнної імміграційної політики Австралії, яка, за словами багатьох людей, була надто млява. Фільм розповідає справжню історію української пари біженців, яка вирішила переїхати жити до Австралії. Кінострічка знята у стилі італійського неореалізму.

## Сюжет
Коли починається війна, німецькі окупанти забирають молоду українську пару Майка та Стефані з Західної України до окремих місць примусової праці в Третьому Рейху. Згодом вони возз’єднуються у таборі біженців, де живуть два з половиною роки. 1949 року табори закривають, тому Майк і Стефані вирішують переїхати до Австралії. Однак вони спочатку повинні пройти виснажливий медичний огляд та допит австралійських імміграційних службовців.

## У ролях
- Микола ― грає самого себе
- Стефані ― грає саму себе
- Ладу (брат Миколи)
- Валерія Палінг ― грає саму себе
- Австралійський імміграційний чиновник ― Гарольд Грант

## Виробництво
Рон Маслин Вільямс був відправлений до Європи у червні 1949 року в супроводі документального оператора Регінальда Пірса. Вони кілька місяців розробляли сценарій. Згодом дізналися про табір примусово переміщених осіб у Лейпгаймі, що в Баварії, де знаходились польські та українські біженці. Табором керувала колишня вчителька Мельбурнської школи Валерія Палінг. Вже на місці була обрана сім'я та розроблений сценарій, оснований на їхньому житті. На початку фільму були зняті сюжети, щоб відтворити їхнє життя в довоєнній Україні, а також були додані документальні ролики, які показують розлуку пари та примусову працю в Третьому Рейху.
Знімання відбувалося протягом двох місяців, взимку 1949-50 років. Інтерв'ю Майка та Стефані з австралійським чиновником з питань імміграції Гарольдом Грантом було справжнім; сім'я навіть ще не була впевнена чи їм дозволять іммігрувати в Австралію. Однак, все пройшло добре і знімальна група поїхала за ними до Австралії. Додаткові кадри були зроблені в кіноцентрі «Film Division», що в Бервуді, Новий Південний Уельс.

## Реліз
Вільямс намагався зробити комерційний реліз фільму. Він розповсюджувався переважно через урядові кінобібліотеки, хоча мав і декілька комерційних показів та здобув навіть приз на кінофестивалі.
У 2011 році фільм вийшов на DVD, як частина колекції «Film Australia» Національним архівом кіно та музики Австралії.